# Hospital (métro de Medellín)
Hospital est une station du métro de Medellín sur la ligne A, à Medellín en Colombie. 